# Lucette Pointet
Pour les articles homonymes, voir Pointet.
Lucette Pointet est une pilote de rallye française née le 4 avril 1936 à Montmerle-sur-Saône (Ain).

## Biographie
Ses principaux faits d'armes l'ont été sur Citroën DS, dans l'équipe officielle de René Cotton.

## Palmarès (comme pilote)

### Titres
- Championne de France des rallyes 1967;
  - Vice-championne de France des rallyes 1968;

### Épreuves
- Rallye Paris - Saint-Raphaël Féminin 1963;
- Coupe des Dames du Rallye Monte-Carlo 1966;

## Famille
- Claude Pointet, son frère, passionné de sport automobile, a participé à de nombreuses courses de côte sur monoplace Mercadier,
- Catherine Ogier-Falzon, sa fille, a participé à des rallyes sur terre et au difficile rallye de Suède,
- Jean-François Pointet-Ogier, son fils, sportif de haut niveau est un joueur de hockey sur glace depuis 1974.